# Magerrain
Das Magerrain ist mit 2523 m ü. M. der höchste Berg der Spitzmeilengruppe, eines Teils der Glarner Alpen in der Schweiz. Er liegt auf der Grenze der Schweizer Kantone Glarus und St. Gallen. Der Gipfel entsendet drei markante Grate nach Norden, Südosten und Westen, über die letzteren beiden verläuft die Kantonsgrenze.
Nach Nordosten zeigt der Berg eine felsige, steile Flanke, die Südwand fällt auf den ersten Metern nahezu senkrecht ab. Nur von Nordwesten wirkt der Berg weniger abweisend, dort steigt er mit einem Grashang zuerst flach, dann steil und am Schluss wieder flacher an. Diese Seite bietet auch die einzige leichtere Anstiegsmöglichkeit.
Obwohl der Magerrain 22 Meter höher ist als der etwa über 1,5 Kilometer südöstlich liegende Spitzmeilen, steht er etwas im Schatten von diesem, was die Bekanntheit und Erschliessung anbelangt.
Der Magerrain ist im Unterschied zu vielen in seinem Westgrat aufragenden Gipfeln, die aus Verrucano bestehen, aus Kalkstein aufgebaut.